# Història del còmic

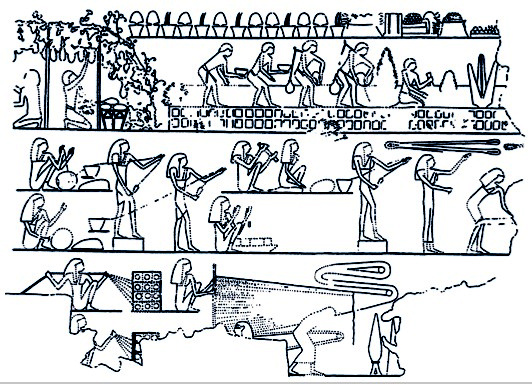
Treball en sèrie en l'Antic Egipte.

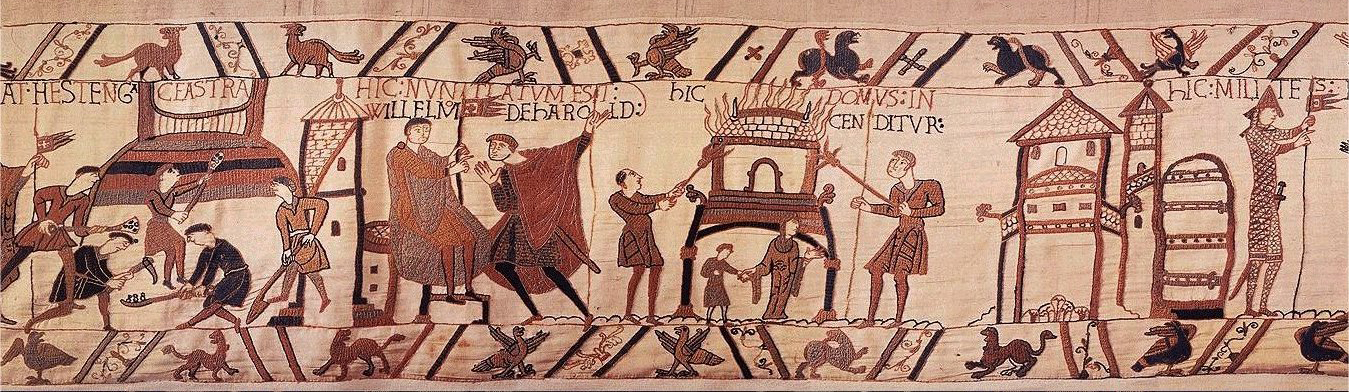
Un fragment del Tapís de Bayeux.

La història del còmic ha originat una gran controvèrsia, atès que existeix una forta discussió sobre Les dates del seu inici, en funció de si s'utilitza una definició més o menys restrictiva per a definir allò que es pot considerar com un còmic és a dir: Si el suport pot ser una paret o un tapís o ha de ser sobre paper/papir/pergamí.
Algunes pintures murals egípcies com la Tomba de Menna, catalogada com a TT69 a la Necròpolis Tebana, (c.1422-1411 aC), certes pintures gregues i alguns relleus romans com la famosa Columna de Trajà -fins i tot algunes pintures rupestres o els còdex maies- es podrien ajustar a la definició de còmic: "dibuixos o figures representant activitats o accions", alguns d'ells inclús tenen escenes separades, que segueixen una seqüència en el temps

## Abans de la impremta

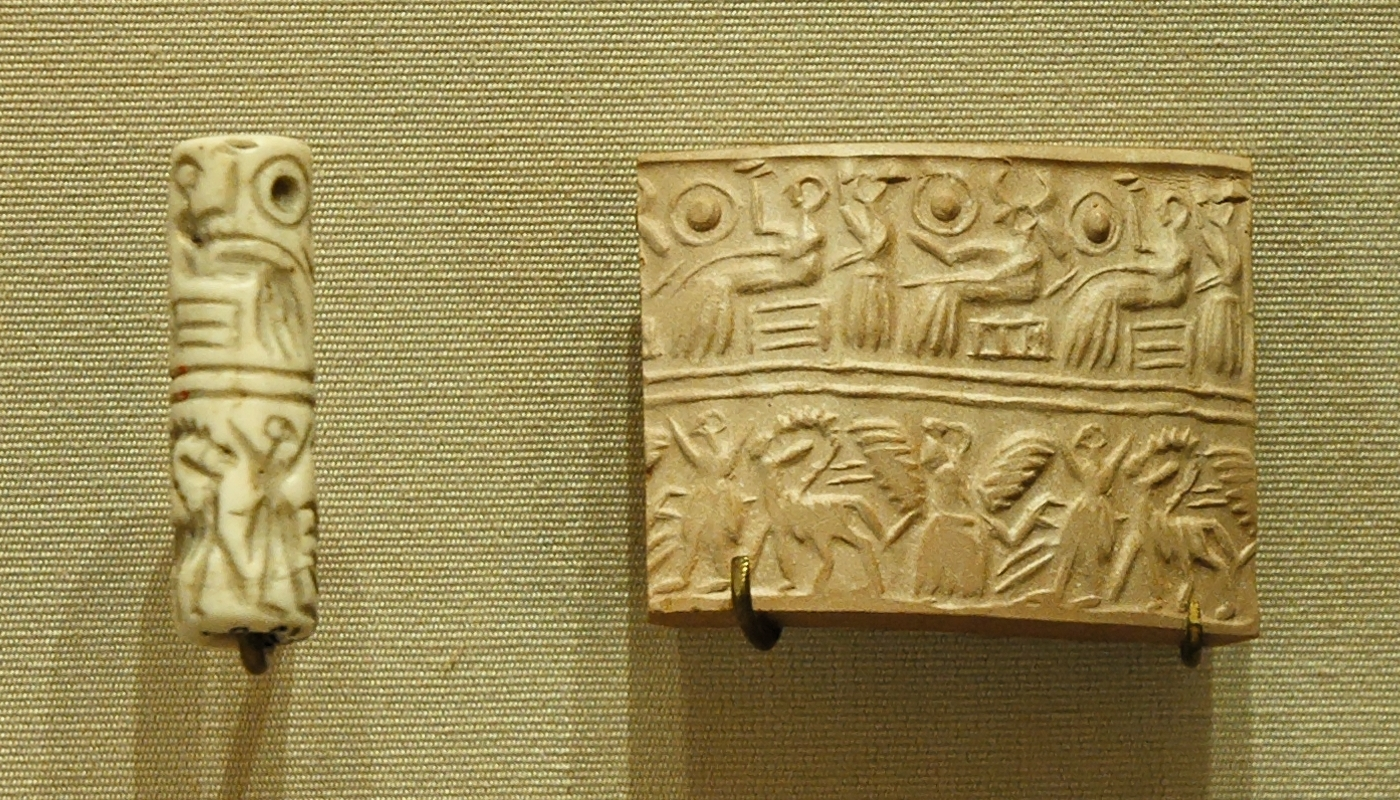
Segell i impressió sobre argila d'escenes mitològiques. Mesopotàmia, 2600-2340aC

La necessitat de comunicació més enllà de la comunicació oral directa fomenta l'aparició de diversos sistemes de representació gràfica més o menys estandarditzats (pictogrames) que en alguns casos acabarien evolucionant en forma d'escriptura (vegeu: història de l'escriptura). A Mesopotàmia, ja cap al 8.500aC, hi ha els anomenats calculi, unes fitxes d'argila de diverses formes geomètriques i representacions d'animals que es guardaven en recipients tapats, possiblement per a comptabilitzar les collites i el bestiar, posteriorment apareixen els segells cilíndrics, que servien per a imprimir símbols i dibuixos sobre argila o suports semblants (trobem un sistema similar a la cultura de la Vall de l'Indus). Aquests segells es van perfeccionant i adquireixen més detall i complexitat durant les primeres dinasties sumèries, també s'afegeixen separacions entre les franges dels dibuixos, formant una tira.
A l'antic Egipte, els primers fets que s'han trobat representats són uns petroglifs que daten de l'època del primer rei Escorpí (fa més de 5000 anys), una mica més tard trobem les representacions als caps de maça i les paletes de diversos sobirans protodinàstics i del període arcaic, com la paleta de Narmer i el cap de maça del segon rei Escorpí, exposat al Museu Ashmolean. La necessitat dels sobirans egipcis de narrar la seva pròpia història i gestes, sobretot en temples i tombes, i la dels sacerdots i la resta d'alts funcionaris i nobles sobre ells mateixos i sobre la seva religió porta a la creació una sèrie d'obres artístiques on es combinen dibuixos i textos jeroglífics, sovint decorades i estructurades narrativament mitjançant elements arquitectònics i altres elements decoratius com sanefes i franges de colors. N'existeixen molts exemples, alguns dels quals són:

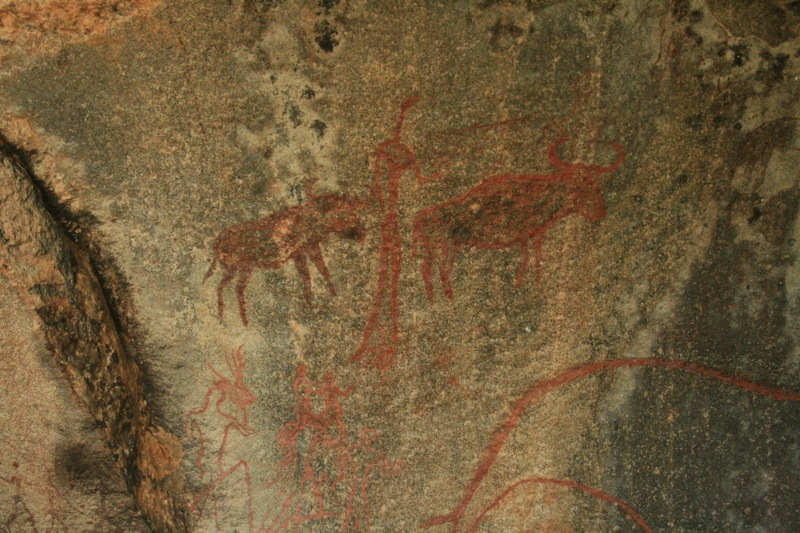
Escena pintada pels boiximans a Swazilàndia
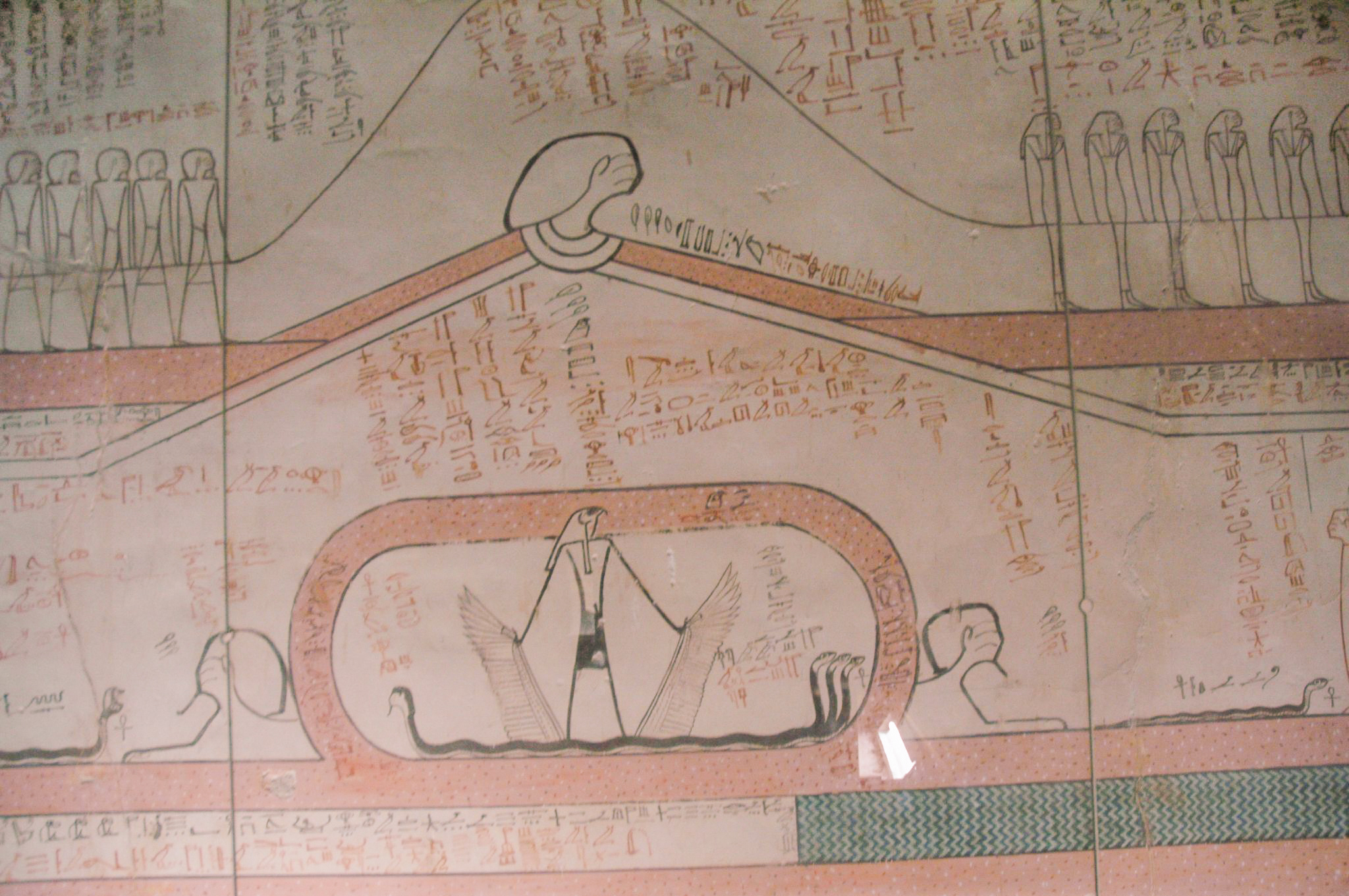
Detall dels murals de la KV34, tomba de Tuthmosis III.
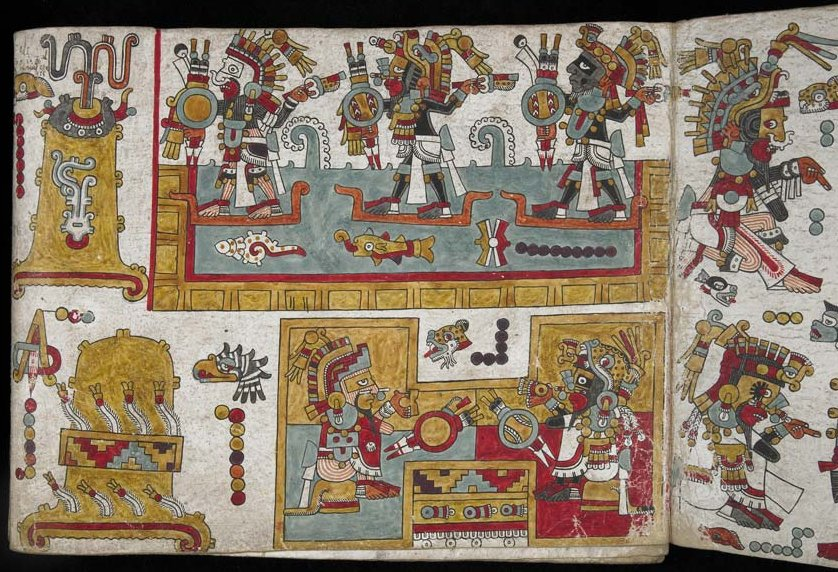
Còdex Nuttall, segle XV - XVI, Museu Britànic.
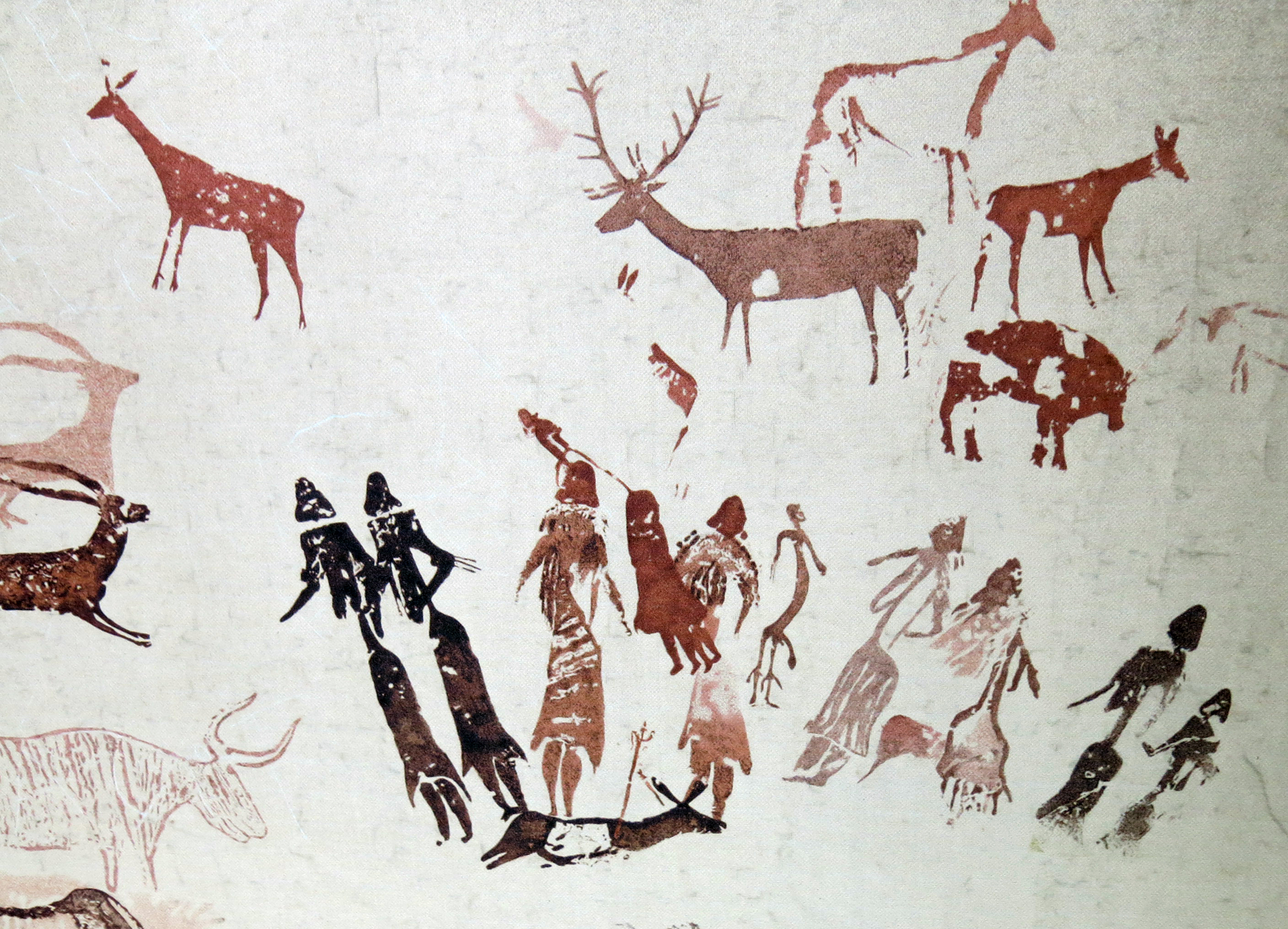
Dansa de Cogul, Lleida
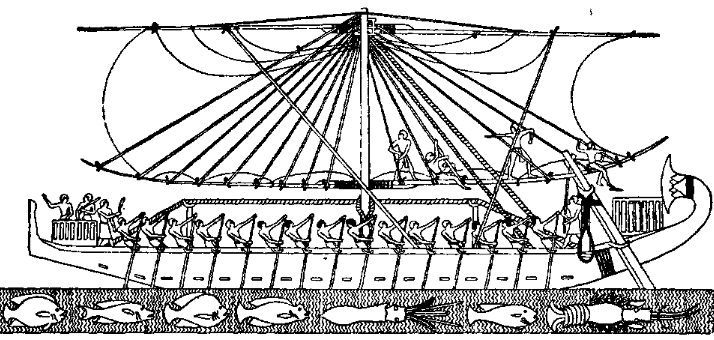
Detall de l'expedició al País de Punt de Hatshepsut copiat del temple de la reina a Deir el-Bahari.

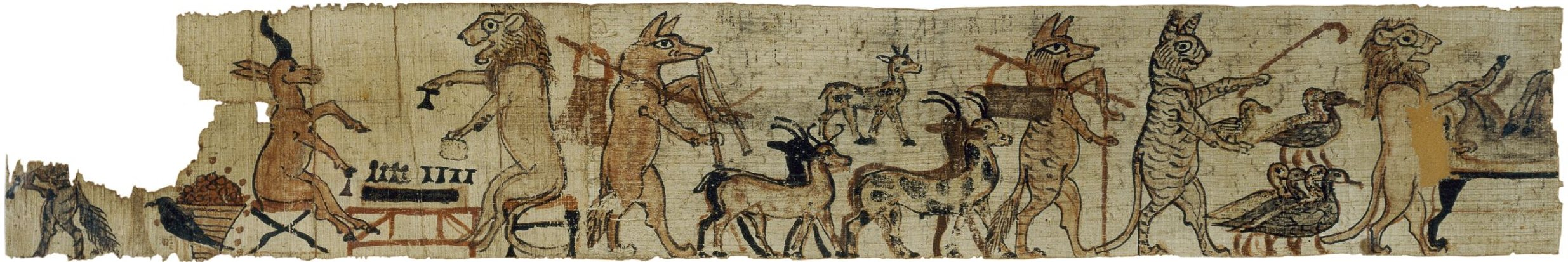
Papir satíric egipci, 1120 aC

## Les primeres historietes impreses (segles XVI-1845)

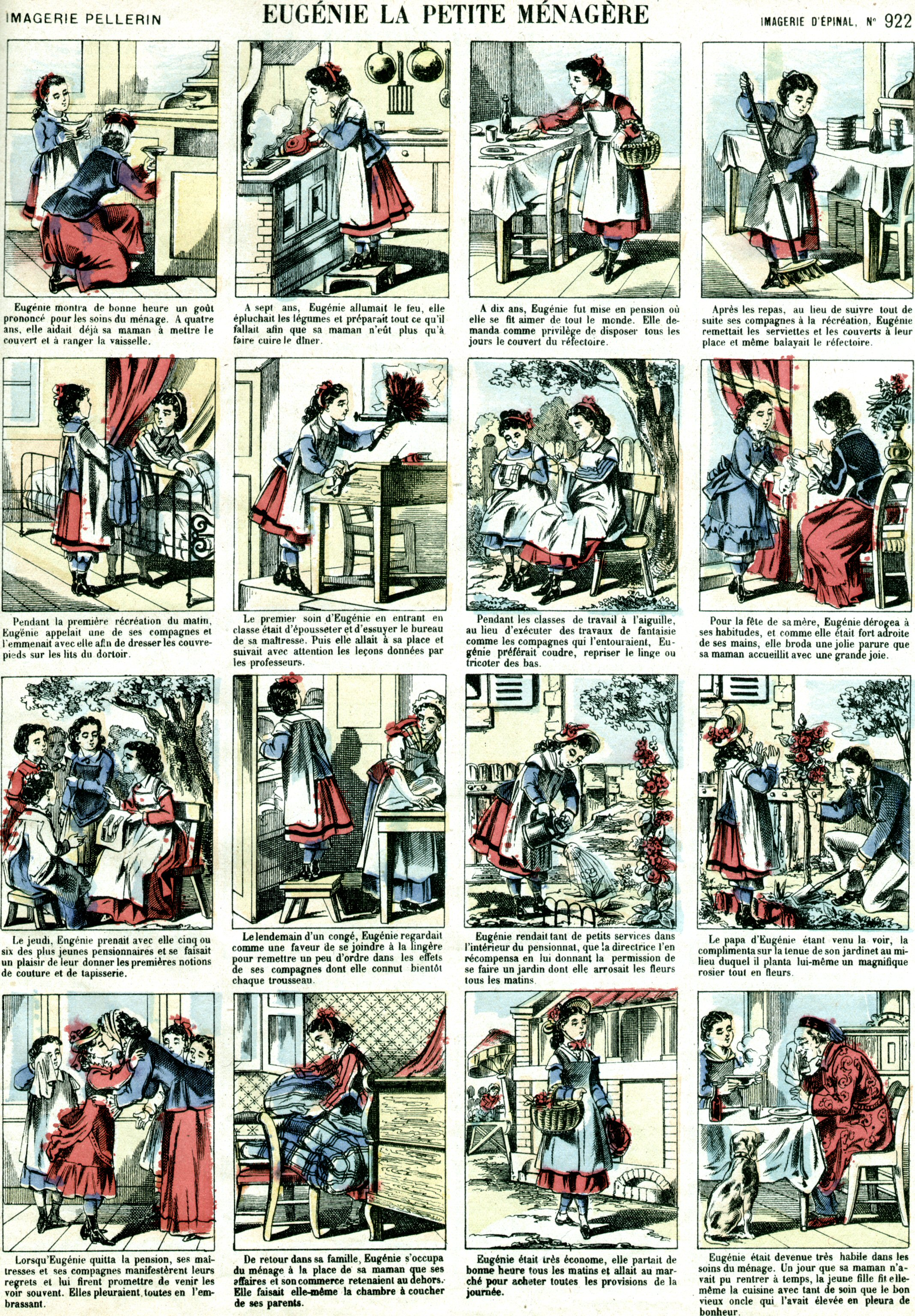
Imatge d'Epinal (s. XIX).

La impremta és el punt de partida de la història del còmic per a especialistes com David Kunzler o Pedro Porcel. Les impremtes primitives es va popularitzar a Occident gràcies a l'invent de la impremta de caràcters mòbils de Gutenberg el 1446, i ja des del segle xvi, a diferents països, es comencen a difondre els plecs de cordill i les auques (originàries de Catalunya). Fora d'aquesta, també solen citar-se El primer nueva corónica y buen gobierno (cap a 1615) de Felipe Guamán Poma de Ayala o les pintures en sèrie de l'anglès William Hogarth (1697-1764), com A Harlot's Progress (1732), A Rake's Progress (1735) i Marriage a-la-mode (1745).
Van ser els humoristes gràfics anglesos del xviii, com Isaac Cruikshank, van desenvolupar els fumets en les seves caricatures per a satiritzar els seus governants, però probablement el primer llibre d'historietes sigui "Lenardo und Blandine" (1783) de Joseph Franz von Goez. La reproducció massiva del dibuix tampoc va ser possible fins al 1789, any en què es va inventar la litografia, ja que aquesta permet la impressió directa sobre la pàgina sense cap procés humà intermedi, gràcies a planxes resistents a múltiples premsats. En 1796, Jean-Charles Pellerin inicia a França, concretament a la regió d'Épinal, una indústria de producció d'estampes coneguda com a imatges d'Épinal.
Entre els pioners de la primera meitat del segle xix, solen citar-se a Nordquist, Bilderdijk, Thomas Rowlandson ( Dr Syntax ), William Chacón i George Cruikshank, encara que el popularitzador del còmic modern és el franc-suís Rodolphe Töpffer, qui publica el 1833 la seva  Histoire de M. Jabot, a la qual seguirien altres sis àlbums. El seu Assaig sobre fisonomia del 1845 és considerat com el primer text teòric del còmic modern.

## A la premsa de masses (1841-1894)

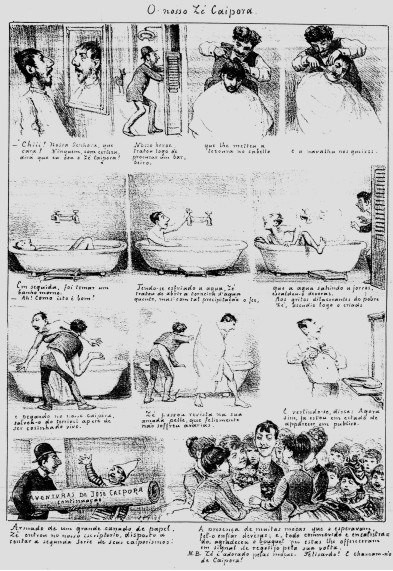
"O Nosso Zé Caipora" (Revista Illustrada, Brasil, 1886) d'Agostini.

Hi ha estudiosos que consideren el còmic com un producte cultural de la modernitat industrial i de la política occidental que va sorgir en paral·lel a l'evolució de la premsa com a primer mitjà de comunicació de masses, i busquen quina va ser la primera de les revistes gràfiques reproduïdes.
Així, al novembre del 1830 la revista Li Caricature inauguraria la tradició contemporània de la caricatura política llançant una campanya contra Lluís Felip I de França «El Rei Burgès» mitjançant l'ús d'imatges satíriques de noms de la talla de Daumier o de Gustave Doré. El testimoni de Li Caricature seria recollit per Li Charivari que va canviar la crítica política pel format de simple revista d'humor.
Inspirada en Le Charivari, la revista britànica Punch (1841) va ser el motor de l'expansió mundial del còmic en dirigir-se a un nou sector recolzat també per la revolució social i la industrial: la infància. El model de Punch va ser imitat a tot el món, donant lloc a Alemanya a Fliegende Blätter (1844) en la qual debutaria l'excepcional Wilhelm Busch, autor de Max und Moritz (1865); al Japó, a The Japan Punch (1862-1887), i, el que és més important, als Estats Units, a Puck (1877), a Judge (1881) i a Life (1883), veritables camps de prova en què van començar, entre d'altres, Richard Felton Outcault i Frederick Burr Opper.
Sorgeixen també sèries amb personatges fixos, com Ally Sloper, creat el 1867 per a la revista britànica Judy; As aventuras de Nhô-Quim, d'Angelo Agostini per la revista brasilera A vida fluminense; Famille Fenouillard, creada per Christophe per a Le Petit Français illustré el 1889, i Little Bears and Tigers, del nord-americà James Swinnerton el 1892. A l'any següent, s'incorpora el color al suplement dominical del New York World de Joseph Pulitzer. Un altre destacat historietista francès és Caran d'Ache.

## La modernitat (1895-1928)

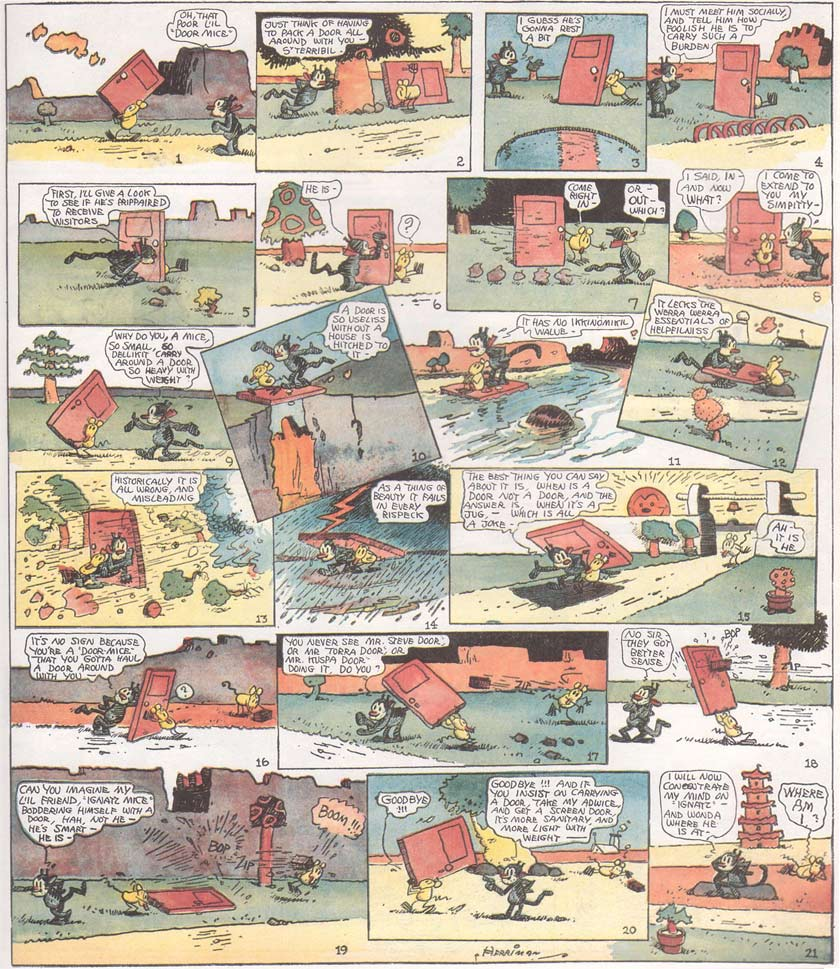
Dominical de Krazy Kat de 1922.

A principis del segle XX el principal centre de producció i d'innovació en el camp del còmic van ser els Estats Units, ja que els principals editors del país, Hearst i Joseph Pulitzer, el van usar per a atraure tota mena de públic, nens i adults, incloent als immigrants que no sabien anglès. Van arribar fins a lluitar en els tribunals per la seva possessió i els tribunals van sentenciar el 1913 que un autor havia de canviar el nom de la seva sèrie si passava amb aquesta a un altre diari. W. R. Hearst també va impulsar els recopilatoris de tires i el 1914 va fundar el King Features Syndicate, la primera agència per a la seva distribució.
Les sèries germinals van ser  Hogan's Alley  (1895) d'Outcault, protagonitzada per The Yellow Kid,  The Katzenjammer Kids  (1897) de Rudolph Dirks, inspirada en  Max i Moritz  de Busch, i  Happy hooligan  (1899) de Frederick Burr Opper, que se serveixen progressivament dels globus de diàleg.
Sorgeixen també sèries que exploren les possibilitats cromàtiques i rítmiques de la pàgina, a més de cert surrealisme  avant la lettre , com  Little Nemo in Slumberland  (1905) de McCay i Krazy Kat (1911) de Herriman.
No obstant això, les tires més populars oscil·len entre l'humor físic del slapstick  i el tractament dels problemes d'adaptació a la modernitat d'un grup de personatges. El grup podia ser una família o una parella, sempre polaritzada entre un pare i la seva dona o fills o entre dos companys de diferent caràcter. Els exemples més famosos són  Mutt and Jeff  (1908) de Bud Fisher,  Polly and her pals (1912) de Cliff Sterret; Bringing up father  (1913) de McManus,  Thimble theater  (1919) en què Segar crearia a  Popeye, i Gasoline Alley (1919) de Frank King. També sorgeixen "girl strips", com  Little Orphan Annie  (1924) de Harols Gray.
 A la resta del món , mentrestant, seguien col·locant els texts al peu de la vinyeta, i cal destacar les originals novel·les sense paraules de Frans Masereel i el sorgiment de revistes i suplements infantils com les britàniques  Xip  i Comic Cuts, ambdues de 1890, la brasilera "O Tico-Tico "(1905), la italiana Corriere dei piccoli (1908), l'espanyola TBO (1917) i l'argentina Billiken (1919). Al Japó, després de la tasca pionera de Rakuten Kitazawa, triomfen els còmics infantils com Les aventures de Shochan (1923) de Shousei Oda/Tofujin i Els Tres Mosqueters amb botes al cap (1930) de Taisei Makino/Suimei Imoto L'ús internacional dels globus no es generalitzaria fins a la belga Zig et Puce (1925) d'Alain Saint-óganos.

## L'aventura continua (1929-42)

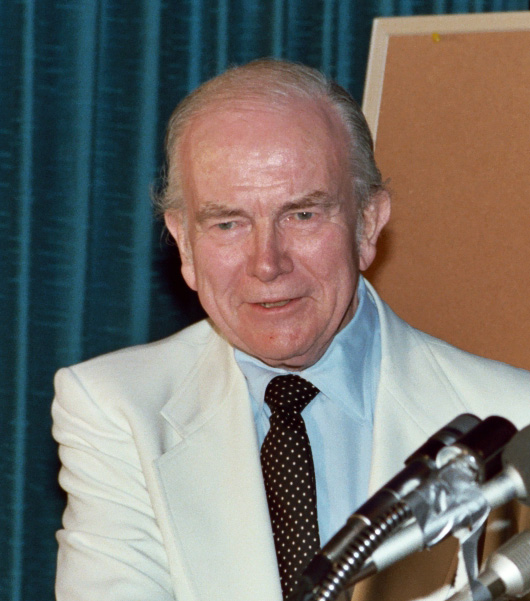
Milton Caniff el 1982.

La Gran Depressió de 1929 impulsaria una renovació temàtica i estilística en el còmic nord-americà, de tal manera que, tot i l'aparició de notables sèries de comèdia com  Li'l Abner (1934) d'Al Capp, els següents anys estarien marcats per les tires d'aventures, després de l'èxit de Buck Rogers (1929) de Dick Calkins, Mickey Mouse (1930) de Floyd Gottfredson o Dick Tracy (1931) de Chester Gould, el que va propiciar que sèries anteriors com Wash Tubbs (1924) de Roy Crane, i Tim Tyler's Luck (1928) de Lyman Young, derivaren cap al nou gènere.
Flash Gordon (1934) d'Alex Raymond, el Príncep Valent de Harold Foster i Tarzan de Burne Hogarth, ambdós del 1937, potenciarien un grafisme realista i elegant, proper a la il·lustració, en detriment del grafisme caricaturesc habitual fins llavors, però sobretot van substituir definitivament les històries d'un sol capítol per la continuïtat, convertint en fonamental el suspens de l'última vinyeta per a fidelitzar lectors.
Mentrestant, Paul Winckler havia fundat el 1928 i en París l'agència Opera Mundi per distribuir el còmic nord-americà a tot Europa. Davant revistes com Le Journal de Mickey (1934) només van poder resistir:
- Les revistes francobelgas com Junior o Coeurs Valliant que incloïen un còmic d'aventures amb un grafisme característic: Tintín, creat el 1929 per Hergé. Aviat se sumarà a elles Le Journal de Spirou, revista nascuda el 1938 en Marcinelle (Bèlgica), que avui en dia se segueix publicant i en la qual hauran de treballar tots els grans mestres del còmic francobelga.
- Les italianes, on el govern prohibeix el 1938 les sèries dels EUA i triomfa en el seu lloc Dick Fulmine de Vincenzo Baggioli i Carlo Cossio,[19] així com un nou format apaïsat, el quadern d'aventures.
- La revista Beano a Gran Bretanya.

Al Japó, d'altra banda, destaquen sèries d'aventures infantils com Speed Taro (1930-33) de Sako Shisheido, Ogoño Bat (1930, d'Ichiro Suzaki i Takeo Nagamatsu, i Les aventures de Dankichi (1934), de Keizo Shimada, així com la tira Fuku-Chan (1936 -), de Ryuichi Yokohama.
També el 1934 es començaria a distribuir Terry i els pirates de Milton Caniff, qui va adoptar el nou llenguatge del cinema prenent molts dels seus recursos com el pla americà i imitacions del pla seqüència, i va portar la lògica de la continuïtat a l'extrem: les tires diàries es connectaven entre si i amb el dominical però, a més, la sèrie es podia llegir només amb les pàgines dominicals o, també, només amb les diàries.
El guionista Lee Falk desenvoluparia sèries com L'home emmascarat el 1936 i Mandrake the Magician el 1939, però el còmic en premsa començaria aviat a acusar un cop dur, el dels comic books amb material original, que encara que sorgits el 1929 amb "The Funnies", triomfarien gràcies a l'èxit dels superherois, el primer dels quals seria Superman el 1938 i al qual segueixen altres com Batman el 1939 o el Capità Amèrica i La Dona Meravella, tots dos del 1941. No gaire diferents de les més recents tires d'aventures, aviat es deixaran imbuir de l'esperit bèl·lic de la Segona Guerra Mundial, presentant en moltes ocasions noms o uniformes relacionats amb els seus símbols nacionals, i enfrontant-se als enemics del país. Això els va permetre aconseguir un gran èxit comercial, però també causaria el tancament de la majoria dels seus títols en finalitzar la guerra. Passaria una cosa semblant amb els còmics bèl·lics japonesos com Norakuro (1931-1941) de Suihou Tagawa. Més renovador es mostra Spirit (1940) de Will Eisner.

## L'Edat d'Or (1943-1962)
A causa de la guerra, es va prohibir la importació de comic books nord-americans a l'Imperi Britànic, la qual cosa permet una breu florida de la producció autòctona a llocs com Canadà o Austràlia. Després del conflicte, el còmic nord-americà es troba en el seu zenit, amb unes vendes enormes i amb un públic compost per nens, adolescents i adults joves, tant masculins com femenins. No obstant això, de seguida va ensopegar amb greus limitacions: de format, per a les tires de premsa, i temàtiques, per als comic books.
- A la premsa, s'imposa l'anomenada daily strip ('tira diària'), que ocupa un dels fragments horitzontals d'una pàgina de contingut heterogeni i pot ser, depenent del gènere, una narració completa o serial. També hi havia publicacions de pàgina completa els diumenges, encara que els autors eren uns altres. Això va imposar una limitació espacial a diàlegs i acció, perjudicant als còmics més realistes, com Johnny Hazzard (1944) de Frank Robbins i Rip Kirby (1946) d'Alex Raymond, en els anys següents les tires més importants adoptarien predominantment protagonistes orientats a la infància, encara que amb una forta càrrega intel·lectual, com Nancy (1938) d'Ernie Bushmiller, Barnaby (1942) de Crockett Johnson, Pogo (1948) de Walt Kelly, BC i Peanuts (1950) de Charles Schulz, amb el seu mundialment famós Snoopy.

- En el comic book, s'aconseguia una gran varietat temàtica, triomfant els de ciència-ficció ("Planet Comic", des de 1940), crims (Crime Does Not Pay, des de 1942); funny animals (amb el gran Carl Barks al capdavant), terror (Frankenstein Comics, 1945), romàntic (Young Romanç, des de 1947) i westerns, destacant sobretot els publicats per l'empresa EC Comics, dirigida des de 1947 per Wiliam Gaines. El 1954, els atacs del psiquiatre Fredric Wertham i d'un Subcomitè del Senat per a la Investigació de la Delinqüència Juvenil va provocar caigudes generalitzades de vendes i la creació per part de les editorials supervivents de The Comics Magazine Association of America, que va instituir el Comics Code Authority (a la pràctica una forma d'autocensura).[22]

Campanyes similars contra el còmic es produeixen a Holanda (1948), Alemanya (1953) i  Gran Bretanya , on el 1955 l'educador George Pumphrey i el Partit Comunista es van escudar no només en la defensa de la infància, sinó també de la cultura autòctona enfront de la influència nord-americana. També a nivell mundial, s'aferma la TV, un mitjà d'entreteniment de fàcil consum i aparentment gratuït que acabarà per robar gran part del seu públic a la Ràdio, el Cinema i al Còmic. No obstant això, aquests són encara anys d'una gran expansió internacional per al medi, ja que les escoles argentina, francobelga i japonesa adquireixen un gran desenvolupament durant la postguerra, gràcies a genis de la talla de Oesterheld, André Franquin i Osamu Tezuka, respectivament.

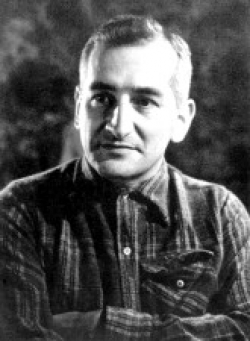
Oesterheld posa per a la revista Hora Zero Setmanal.

- A Argentina, destaquen la revistes humorístiques Rico Tipus (1943) i Tia Vicenta (1957), així com l'inici de la seva pròpia tradició del còmic d'aventures, obra d'Héctor Germán Oesterheld al costat de dibuixants com Francisco Solano López (El Eternauta, la seva obra mestra, de 1957); Hugo Pratt (Sergent Kirk de 1952 o Ernie Pike de 1957), i Alberto Breccia (Mort Cinder, de 1962), encara que el seu mercat entra en crisi a partir de llavors.

- El còmic francobelga, dividida generalment en dues escoles, la de Brussel·les i la de Charleroi, aporta sèries com Blake i Mortimer (1946) de Edgar P. Jacobs, Lucky Luke (1946) de Morris, Jerry Spring (1954) de Jijé, Sergi Grapes (1957) d'André Franquin o Els barrufets (1958) de Peyo. El 1959, els francesos Goscinny, Uderzo i Charlier, llancen al mercat la revista Pilot després de diverses temptatives per buscar-se un buit en el panorama de les publicacions juvenils liderades per Spirou i Tintin. El seu èxit i el del seu personatge estrella, Astèrix el Gal, va ser immediat i la va convertir en la revista de referència del còmic francobelga.

- Des del Manga Shonen (1947), que va ser la primera revista infantil dedicada en exclusiva al manga, Osamu Tezuka, sovint considerat el pare del manga modern especialment amb els seu personatge estrella Astroboy, va imposar el seu esquema de llargues epopeies i diversificar la seva producció en múltiples gèneres, a més de combinar un major dinamisme amb abundants efectes sonors. Amb un grafisme molt diferent, gens disneyà, trobem a autors com Machiko Hasegawa, creadora de la tira Saza-sant (1946-1974), Kon Shimizu o Shigeru Sugiura.

Finalment, es renova als Estats Units l'interès pels comic-book de superherois gràcies a títols com  Lliga de la Justícia  (1960),  Els Quatre Fantàstics  (1961) o  L'Home Aranya  (1962), molts d'ells creats per Stan Lee/Jack Kirby. La revista MAD (1952) també es converteix en un èxit, però en general es pot dir que  "el gruix de la producció nord-americana, per a la segona meitat dels anys seixanta, ha baixat de nivell i es troba per sota de la producció francesa o italiana".

## Una nova consciència (1962-87)
A partir de 1962, s'aferma una nova consciència del medi, sobretot a França i Itàlia, de tal manera que els intel·lectuals ja no ho aborden des d'una perspectiva pròpia de la Psicologia social, sinó des de l'Estètica i es creen institucions per al seu estudi com el CELEG (Centre d'Etude des Littératures d'Expression Graphique), i el SOCERLID (Société d'Etudes et de Recherches des Littératures Dessinnées), que llancen les seves pròpies revistes. Se celebren també congressos italians com els de Bordighera (1965) i Lucca (1966), així com una monumental exposició de còmics nord-americans i francesos al Museu d'Arts Decoratives del Palau del Louvre (1967) i una Biennal Mundial del Còmic, en l'Institut Torcuato Di Tella (1968).
Moltes de les noves historietes estan orientades, a més, cap a un públic cada vegada menys juvenil:
- Les heroïnes fantaerótiques Barbarella (1962), Valentina (1965) o Jodelle (1966);
- El Fumetto Nero (o còmic negre) italià que va néixer el 1962 amb Diabolik;
- El nou western franc-belga representat per Blueberry (1963) i Comanche (1969);
- El rellançament del terror i fantàstic als EUA per part de la Warren amb les seves revistes Creepy (1964), Eerie (1966) i Vampirella (1969).
- El  gekiga  japonès, l'estil s'allunya del de Disney i tracta nous temes com l'horror, l'erotisme, els yakuza si els samurai s. És el cas de  Llop solitari i el seu cadell  (1970)
- Els còmics de superherois amb forts temes socials, com la reunió de Green Lantern (Llanterna verda, en català) i Green Arrow (Fletxa Verda) que Dennis O'Neil i Neal Adams van realitzar el 1970.

Per la seva banda, els italians Guido Crepax i, ja en els anys 80, Milo Manara i Serpieri conreen gairebé disisimulo el còmic eròtic. S'experimenta també amb la composició de la pàgina, com fan el propi Crepax o Jim Steranko. Sorgeix també un important moviment de còmic underground, tant als Estats Units com al Japó, del qual sorgirien autors com Robert Crumb o Sanpei Shirato que el 1964 patrocinar l'única revista  underground  de la història del manga, Garo.
Encara es creen però sèries clàssiques com Modesty Blaise (1963) de Peter O'Donnell/Jim Holdaway; Valerian, agent espaciotemporal (1967), de Christin/Mezieres, o Corto Maltès (1967) d'Hugo Pratt, mentre que altres com Mortadelo y Filemón de Francisco Ibáñez emprenen la seva etapa de major èxit.
Al maig de 1968, la revolució arriba a la revista francesa Pilot: Els dibuixants joves donen un autèntic cop d'estat i aconsegueixen fer, del que era una publicació infantil, tot un còmic d'avantguarda. El 1974, alguns d'aquests autors, com Moebius, decideixen llançar la seva pròpia revista de ciència-ficció que es dirà Métal Hurlant. Dins d'aquesta herència fantàstica, Moebius va crear al costat del guionista Alejandro Jodorowsky L'Incal, considerat el còmic europeu més venut i traduït de la Història. Métal Hurlant es convertirà en un model a seguir per europeus i nord-americans. Una d'aquestes revistes, la britànica "2000 AD" (1977) serà el brou de cultiu de tota una fornada de nous autors britànics que a partir de 1982, vindrien a revitalitzar el comic-book de superherois nord-americà amb obres com Watchmen (1986), d'Alan Moore/Dave Gibbons, al costat de nadius com Frank Miller.

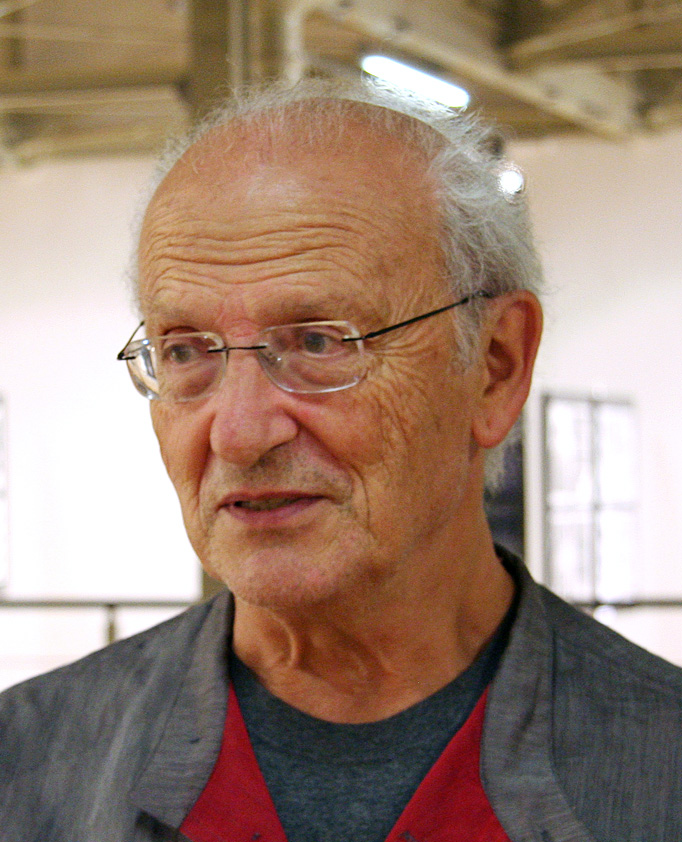
Jean Giraud el 2008.

Amb retard, es produeix també un boom del còmic adult a Catalunya i Espanya que aviat passa a estructurar-se «per escoles identificades amb les revistes Cairo, El Víbora i Madriz». En general, es pot dir que molts autors busquen un lector més adult, com els francesos Tardi o Lauzier, l'espanyol Carlos Giménez, el serbi Enki Bilal, l'italià Vittorio Giardino o els argentins Carlos Sampayo/José Muñoz, donant lloc al fenomen del còmic d'autor. Als Estats Units neixen les primeres editorials independents aprofitant la institució del sistema de venda directa a llibreries (1976), un rediviu Will Eisner popularitza el concepte de novel·la gràfica a partir del seu Contracte amb Déu (1978) i sorgeixen autors alternatius com Dave Sim amb Cerebus (1977), els germans Jaime, Gilbert i Mario Hernández de Love and Rockets (1981) i Stan Sakai amb Usagi Yojimbo (1984).
I és que encara que la Historieta es desenvolupa en altres àmbits, com el món àrab i segueixen produint-obres molt populars, com les del guionista Jean Van Hamme (Thorgal, 1977 i XIII, 1983) o Els passatgers del vent (1980), de François Bourgeon, a poc a poc va deixant de ser un mitjà massiu en la majoria dels països, creant-se formats més cars, com ara àlbums o revistes de luxe. Al Japó, en canvi, l'editora Kōdansha ha canviat amb la seva revista Shōnen Magazine la pauta de periodicitat mensual a setmanal, multiplicant la producció i reduint costos, i s'atreu també a públic femení amb obres com La Rosa de Versalles (1972) de Riyoko Ikeda o Candy Candy (1975-1979) de Kyoko Mizuki/Yumiko Igarashi.

## L'expansió delmanga(1988 -)
Després de la influència de l'art japonès sobre el Modernisme, el primer contacte significatiu que tenim a Catalunya amb el còmic japonès o manga és mitjançant els dibuixos animats (anime en japonès) que se'n deriven, amb sèries com Mazinger Z, La batalla de los planetas (Comando G) (emesa a partir del 1980), Candy Candy i Dr. Slump, precedits per altres produccions japoneses no basades en manga com El gos de Flandes, Heidi i Marco. El 1988, gràcies a l'èxit de les versions en dibuixos animats d'Akira (1982-1993), pel·lícula i manga de Katsuhiro Otomo i sèries com  Bola de Drac  (1984-1995) d'Akira Toriyama o Los Caballeros del Zodíaco, el còmic japonès es va començar a difondre amb força internacionalment. Al dia d'avui, el manga s'ha consolidat en la societat occidental, arribant a ser imitat per autors nord-americans i europeus i donant lloc a moviments com el amerimanga o la nouvelle manga. Els dibuixants de còmic japonesos, com Jiro Taniguchi, guanyen prestigiosos premis internacionals i el que és més important, la població juvenil occidental ha tornat a interessar massivament pel medi, com no passava a Europa des de la postguerra.

## El còmic en un món "multimèdia"
Cada vegada es barreja més la historieta (independentment del format original) amb la resta del mercat de l'oci, des de les disfresses i els diferents tipus de figures rígides, articulades, joguines, animacions i filmacions d'imatge real en diversos formats (sèries, pel·lícules, ...), llibres, videojocs, jocs, cartes i col·leccionables, pàgines web i qualsevol altre tipus de producte de merchandising o marxandatge. La relació existeix en totes direccions creant una xarxa d'interconnexions complexes que es sol originar amb el disseny dels personatges i de les històries (els guions en molts casos).
Històricament, els personatges de les animacions de la Disney van ser dels primers a tenir còmics, revistes i altres productes derivats de les seves produccions televisives i de cinema, nascuts primer com a part del marxandatge promocional de la marca, sobretot amb el "boom" dels anys 70 dels productes promocionals en general, i després com una de les principals fonts d'ingressos de l'empresa. Els còmics japonesos també nodreixen una gran indústria basada en el marxandatge.
A Espanya el marxandatge basat en còmics i en els seus personatges es va començar a introduir amb gran acceptació del públic, a finals dels anys 70 i a principis dels 80, amb productes derivats principalment de les sèries de televisió (sovint basades en algun manga) i fomentat també per l'èxit dels productes derivats de la sèrie de pel·lícules La Guerra de les Galàxies.

## Les fires i els salons de còmics
Des de fa aproximadament mig segle se celebren diversos tipus de trobades i actes, tant nacionals com internacionals, relacionats directament amb el món del còmic. Habitualment les fires i convencions s'organitzen principalment de cara als professionals (autors, dibuixants i guionistes, junt amb agències, editorials, ...) i els salons estan dirigits principalment als lectors i el públic en general. Igual que el món al qual representen, aquestes fires i salons han diversificat les fonts, les exposicions i la temàtica, incloent alguns dels principals productes de marxandatge.
- La Comic-Con de San Diego (San Diego Comic-Con International o Comic-Con International: San Diego en anglès): és actualment la principal fira i saló del còmic dels EUA i segurament el més conegut internacionalment. Des del 1970 se celebra anualment a San Diego, Califòrnia.

- La Comic Art Convention de Nova York (celebrada anualment entre el 1968 i el 1983) va ser, abans de la Comic-Con, el principal saló del còmic i lloc de trobada dels seus seguidors als EUA.

- El Festival del Còmic d'Angulema (Festival International de la Bande Dessinée d'Angoulême en francès): Inaugurat el 1974, és un dels principals salons europeus dedicats al món del còmic, lloc de trobada d'autors, d'editorials i de lectors.

- El Saló del Còmic i dels Videojocs de Lucca (Lucca Comics & Games, nom oficial):[33] És el saló més important de còmics, animació i videojocs d'Itàlia i un dels més importants a nivell europeu.

- El Saló del Còmic de Barcelona (Saló Internacional del Còmic de Barcelona, nom oficial): Organitzat per primera vegada el 1981, inclou entre d'altres exposicions, premis i signatura de llibres per part d'alguns dels autors més destacats del panorama nacional i internacional.

- El Saló del Manga de Barcelona: Centrat en els productes d'origen japonès, especialment en el manga, en l'anime i en el marxandatge derivat, inclou també altres productes de l'Extrem Orient. Se celebra anualment a finals d'octubre o principis de novembre des del 1995.